# Mozet
Mozet is een dorp en deelgemeente van de gemeente Gesves in de Belgische provincie Namen. Tot 1 januari 1977 was het een zelfstandige gemeente. Mozet staat op de lijst van plaatsen die zijn uitverkozen tot mooiste dorpen van Wallonië, Les Plus Beaux Villages de Wallonie.
Bij wet van 1 juli 1899 werd Faulx-les-Tombes afgesplitst van Mozet.

## Demografische ontwikkeling
- Bronnen:NIS, Opm:1831 tot en met 1970=volkstellingen
- 1900: Afsplitsing van Faulx-les-Tombes